# 四季 (ルネッサンスのアルバム)
『四季』（しき、原題：A Song for All Seasons）は、イギリスのプログレッシブ・ロック・バンド、ルネッサンスが1978年に発表した8作目のスタジオ・アルバム。アニー・ハズラム加入後としては6作目に当たる。

## 背景
ハズラム初のソロ・アルバム『不思議の国のアニー』（1977年）を挟んで制作され、収録曲「北の輝き」は、同アルバムをプロデュースしたロイ・ウッド（ハズラムの婚約者でもあった）と離れてツアーを行う際の寂しい心境について歌われた。本作でプロデューサーに起用されたデヴィッド・ヘンツェルは、エルトン・ジョン・バンドのキーボーディストを務めた後、1976年よりジェネシスのアルバムを多数手がけてきた。ルネッサンスのアルバムとしては、『シェエラザード夜話』（1975年）以来3年ぶりにヒプノシスがジャケット・デザインに起用された。

## 反響・評価
アメリカでは1978年6月3日付のBillboard 200で最高58位を記録し、結果的にはバンドにとって最後の全米トップ100アルバムとなった。また、母国イギリスでは「北の輝き」が全英シングルチャートで10位を記録するヒットとなり、本作もバンド初の全英アルバムチャート入りを果たして、8週トップ100入りし最高35位を記録した。
Bruce Ederはオールミュージックにおいて5点満点中4点を付け「"Northern Lights"、"Back Home Once Again"、それにアコースティック・ギター主導の"Closer Than Yesterday"に代表されるポップな曲が、バンドをほぼ全く新しい段階に引き上げている」と評している。

## リイシュー
2019年に3枚組CDとして発売されたリマスター+エクスパンデッド・エディション盤は、ディスク1に「北の輝き」の別ヴァージョン2種類および1978年8月19日のBBCにおけるスタジオ・ライヴ3曲がボーナス・トラックとして追加され、ディスク2とディスク2には1978年12月4日のフィラデルフィア公演におけるライヴ録音が収録された。なお、1978年のフィラデルフィア公演の模様は、2008年発売の6曲入りCD『Dreams & Omens』にも収録されているが、2019年盤のボーナス・ディスクには、完全未発表だった「Opening Out」、「A Song for All Seasons」、「Touching Once Is So Hard to Keep」、「Ashes Are Burning」のライヴ音源も追加されている。

## 収録曲
特記なき楽曲はマイケル・ダンフォードとジョン・キャンプの共作。
1. めざめ "Opening Out" – 4:15
2. ドリーマー号の出航 "Day of the Dreamer" – 9:43
3. クローサー・ザン・イエスタデイ "Closer Than Yesterday" – 3:19
4. 最後の思いやり "Kindness (At the End)" (Jon Camp) – 4:48
5. バック・ホーム・ワンス・アゲイン "Back Home Once Again" – 3:16
6. 愛の精 "She Is Love" (Michael Dunford, Betty Thatcher) – 4:13
7. 北の輝き "Northern Lights" (M. Dunford, B. Thatcher) – 4:07
8. ソング・フォー・オール・シーズンズ "A Song for All Seasons" (M. Dunford, B. Thatcher, J. Camp, John Tout, Terence Sullivan) – 10:55

### 2019年リマスターCDボーナス・トラック
1. "Northern Lights (Promotional Single Edit)" (M. Dunford, B. Thatcher) - 3:32
2. "Day of the Dreamer (BBC Session 19th August 1978)" - 9:53
3. "Midas Man (BBC Session 19th August 1978)" (M. Dunford, B. Thatcher) - 3:51
4. "The Vultures Fly High (BBC Session 19th August 1978)" (M. Dunford, B. Thatcher) - 2:53
5. "Northern Lights ("Top of the Pops" Version)" (M. Dunford, B. Thatcher) - 4:24

### 2019年リマスターCDディスク2
1. "Can You Hear Me" (M. Dunford, J. Camp, B. Thatcher,) - 14:54
2. "Carpet of the Sun" (M. Dunford, B. Thatcher) - 3:55
3. "Things I Don't Understand" (M. Dunford, Jim McCarty) - 9:47
4. "Opening Out" - 4:21
5. "Day of the Dreamer" - 10:23
6. "Midas Man" (M. Dunford, B. Thatcher) - 4:20

### 2019年リマスターCDディスク3
1. "Northern Lights" (M. Dunford, B. Thatcher) - 4:33
2. "A Song for All Seasons" (M. Dunford, B. Thatcher, J. Camp, John Tout, Terence Sullivan) - 11:02
3. "Touching Once Is So Hard to Keep" - 12:27
4. "Ashes Are Burning" (M. Dunford, B. Thatcher) - 27:28

## 参加ミュージシャン
- アニー・ハズラム - ボーカル
- マイケル・ダンフォード - アコースティック・ギター、エレクトリック・ギター
- ジョン・タウト - キーボード
- ジョン・キャンプ - ボーカル(on #4, #6)、エレクトリックベース、ベース・ペダル、エレクトリック・ギター
- テレンス・サリヴァン - ドラムス、パーカッション

アディショナル・ミュージシャン
- ロイヤル・フィルハーモニー管弦楽団
- ルイス・クラーク - オーケストラ・アレンジ
- ハリー・ラビノヴィッツ - オーケストラ・アレンジ(on #6)